# 薩摩川内市立副田小学校
薩摩川内市立副田小学校（さつませんだいしりつ そえだしょうがっこう）は、鹿児島県薩摩川内市入来町にある市立小学校。

## 概要
児童数は2015年4月現在93人が在籍している。

## 歴史
- 1872年（明治元年） - 入来郷校分校射場屋敷として設置
- 1876年（明治5年） - 副田小学校に改称
- 1889年（明治22年） - 学制頒布に伴い、副田尋常小学校と改称
- 1926年（大正15年） - 高等科を併置し、副田尋常高等小学校と改称
- 1941年（昭和16年） - 国民学校令施行に伴い、副田国民学校と改称
- 1947年（昭和22年） - 学制改革により入来町立副田小学校と改称。
- 2004年（平成16年） - 入来町が新設合併し、薩摩川内市となったのに伴い、薩摩川内市立副田小学校と改称

## 通学区域
副田小学校の通学区域は以下の区域が指定されている。
- 一部地域を除く入来町副田の全域

## 進学先中学校
- 薩摩川内市立入来中学校[2]